# Пироксферроит
Пироксферроит (Fe2+,Ca)SiO3 — (англ. Pyroxferroite) силикатный минерал группы пироксенов. В состав входят железо, кремний и кислород, с меньшей долей кальция. Возможны примеси некоторых металлов - Ti, Al, Mg, Na. Наряду с армалколитом и транквиллититом является одним из трёх минералов, которые были впервые обнаружены на Луне до обнаружения схожих образцов на Земле. Синтетический аналог пироксферроита может быть получен путём отжига клинопироксена при высоком давлении и температуре. Минерал метастабилен и постепенно разлагается в атмосферных условиях, но этот процесс может длиться миллиарды лет.

## Этимология
Название pyroxferroite происходит от слов pyroxen и ferrum (лат. железо), как богатый железом аналог пироксмангита. Слово pyroxene, в свою очередь, происходит от греческих слов огонь (πυρ) и чужой (ξένος). 

## Открытие
Пироксферроит был впервые обнаружен в 1969 году в образцах лунной породы из Моря Спокойствия во время миссии Аполлон-11. Он также встречается в земной коре, вместе с клинопироксеном, плагиоклазом, ильменитом, кристобалитом, тридимитом, фаялитом, фторапатитом и калиевым полевым шпатом и образует изоморфный ряд с пироксмангитом. Пироксферроит был найден в шахте Исанаго, в префектуре Киото, Япония; рядом с Ива, Андерсон, штат Южная Каролина, США; в Ваастер Силфьерг, Вермланд, Швеция; в Лапуа, Финляндия. В оригинальных лунных образцах пироксферроит находился в ассоциации с троилитом, который редко встречается на Земле, но часто встречается на Луне и Марсе.

## Синтез
Синтетические кристаллы пироксферроита могут быть получены путём прессования синтетического клинопироксена (состав Ca0.15Fe0.85SiO3) до давления в диапазоне 10-17.5 кбар и нагревания до 1130-1250 °C. Он метастабилен при низких температурах и давлении: при давлении ниже 10 кбар пироксферроит превращается в смесь из оливина, пироксена и фазы диоксида кремния, в то время как при низких температурах, он превращается в клинопироксен. Наличие кристобалита, везикулярной текстуры и некоторые другие петрографические наблюдения указывают, что лунный пироксферроит появился при быстром охлаждении от низкого давления и высокой температуры, то есть о том, что минерал является метастабильным. Тем не менее, превращение очень медленное и пироксферроит может существовать при низких температурах более 3 миллиардов лет.

## Свойства
Кристаллическая решётка пироксферроита содержит кремний-кислородные цепи с повторением из семи тетраэдров SiO4. Эти цепи, разделённые многогранники, где центральный атом металла окружён 6 или 7 атомами кислорода; есть 7 неэквивалентных многогранников в элементарной ячейке. Слои в пироксферроите параллельны плоскости (110), в то время как в пироксенах они параллельны плоскости (100). 
Химический состав пироксферроита можно выразить следующим образом: FeO (концентрация 44-48%), SiO2 (45-47%), CaO (4.7-6.1%), MnO (0,6-1,3%), MgO (0,3-1%), TiO2 (0.2-0.5%) и Al2O3 (0,2-1,2%). Хотя присутствие магния обычно около 0,8%, в некоторых образцах оно было ничтожно малым.